# Jean Depelley
 (mars 2025).
Il peut être nécessaire de l'améliorer pour respecter le principe de neutralité de point de vue. Veuillez consulter la page de discussion pour plus de détails.

Jean Depelley, né le 22 juillet 1966 à Limoges, est un scénariste français de cinéma et de bande dessinée, critique de films et journaliste spécialiste des comic books américains (et particulièrement de Jack Kirby). Il enseigne également les Sciences de la Vie et de la Terre dans le secondaire et un module BD à l'INSPE de l'Université de Limoges.

## Biographie

### Jeunesse
Jean Depelley est né le 22 juillet 1966 et habite en Limousin. Il s'intéresse très tôt à la BD, à la littérature populaire et aux films de genre. Au milieu des années 1980, il participe aux Grands Anciens, une émission de radio locale consacrée à la littérature populaire pulp et aux comics. Il s'occupe du Ciné-Club de l'association et rédige les dossiers des films projetés.
En 1994, il rencontre le réalisateur Fabrice Lambot, alors rédacteur en chef du fanzine Atomovision. Rapidement, il va écrire pour celui-ci.

### Cinéma et documentaires
En 2007, la société de production Metaluna Productions de Jean-Pierre Putters et Fabrice Lambot lance la revue de cinéma de genre Métaluna et lui confie le rôle de rédacteur en chef. Toujours pour Metaluna Productions, il écrit ou coécrit plusieurs scénarios de films, dont Le Sang du châtiment, M14 et Dying God,.
En 2009, il coécrit et coréalise avec Philippe Roure le documentaire Marvel 14 : les super-héros contre la censure.
En 2016-2017, il coréalise avec Marc Azéma le documentaire La guerre de Kirby (Kirby at War) pour le compte de Passé Simple, Metaluna Productions et France 3 Grand Est puis en 2020, le duo réalise un autre documentaire intitulé Jack Kirby, le super-héros du D-Day,.

### Autour de la BD
Parallèlement à ses activités cinématographiques, il écrit également des scénarios de BD (avec Jean-Marie Arnon : Totems chez Mégalithes Productions, Megasauria chez Organic Comix, dans Strange, les séries Megasauria, Galaxy Green (de Jack Kirby), Spider Spry/Spyder-Fly (Spider Spry basé sur le méchant de The Fly, créé par Kirby et Joe Simon) et ShieldMaster (créé par Jim Simon) sur des dessins de  Joe Simon, Reed Man, Chris Compin.
Il collabore à la nouvelle mouture de Metaluna, écrit de nombreux dossiers sur BD Zoom consacrés à Jack Kirby, aux comics, à la revue Métal hurlant..., avant de se lancer dans une monumentale biographie en deux tomes chez Neofelis : Jack Kirby, le super-héros de la bande dessinée T1 : 1917 à 1965 (2013) et Jack Kirby's, le super-héros de la bande dessinée : 1966 à 1994 (2014). La série obtient le Prix Papiers Nickelés-SoBD du meilleur ouvrage sur la BD 2015. Pour cet éditeur, il publie la première édition intégrale au monde des Boucaniers (Hawks of the Seas) de Will Eisner, retrouvant au passage une vingtaine de planches perdues de l'auteur, écrit également les introductions à Flash Gordon, l'intégrale d'Al Williamson et Fighting American de Simon & Kirby. Il participe à l'exposition Jack Kirby du Festival d'Angoulême 2015, à l'exposition Les Comics chez Marvel à la BFM de Limoges.
En 2017, il scénarise un épisode du Garde Républicain, le tome 9, avec Thierry Olivier au dessin (Hexagon Comics), puis c'est la série en 2 tomes Louise Petibouchon (éditions du Long Bec) avec Éric Albert, : le premier album Perdreaux aux pruneaux parait en 2018, et le second, intitulé Jazz, goupillon et macchabées en 2019.
En parallèle aux scénarios BD, il traduit Conan, les comic strips inédits (2 tomes, Neofélis, 2018, 2020) et John Carter of Mars (2 tomes, Neofélis, 2019, 2020). Il écrit également des dossiers BD pour Sky Masters (2 tomes, Komics Initiative, 2020, 2021) et pour des revues BD (Blandice n°16, 2021). Il est également commissaire d'expositions consacrées à la BD : La guerre de Kirby, l'inventeur des super-héros modernes (Médiathèque de Bayeux 2019, avec Marc Azéma), Traits résistants, la Résistance dans la bande dessinée (Musée de la Résistance de Limoges et de Tulle, 2020-2021), Jack Kirby et les super-héros Marvel (Espace Henri de Monfreid, Port Leucate été 2021, avec Marc Azéma).
En 2019, sort l'album ShieldMaster tome 2, en collaboration avec Jim Simon, dessiné par Chris Compin et Reedman (Lugdunum Comix, 2020), publié aux USA chez FutureRetro Entertainment. Toujours avec Christophe Compin, il scénariste Mademoiselle Ernestine, la légende de Montcigoux (Les Monédières, 2021). La même année, sur des dessins d'Olivier Heitz, il écrit Le Puy-de-Dôme, une terre d'Histoire (Les éditions du Signe).
En 2023, un troisième tome de Louise Petibouchon, Swinging Liverpool, en collaboration avec Eric Albert sort chez Paquet. 
Depelley s’occupe du rédactionnel et des traductions de la nouvelle version de Spécial Strange (Original Watts) et scénarise en parallèle des épisodes de super-héros du Golden Age (Daredevil, Bozo the Robot, Rusty Ryan) pour Futura (Lugdunum Comics / Organic Comix) dessinés par Chris Compin, Stefano Pavan, Cyrille Munaro, Chris Orpiano…
En 2024, Depelley scénariste le prologue d'une suite aux Arcanes d'Alya avec Gwendal Lemercier chez Original Watts et démarre la série Howard’s Barbarians, adaptant en bande dessinée avec Nicolas Guénet des textes de Robert E. Howard. Le premier tome, Le peuple des ténèbres, sort en noir et blanc sous trois versions différentes chez l’éditeur. Une version couleur paraît également en janvier 2025 pour le festival d'Angoulême.
Le tome 2, Poèmes barbares, adapte cinq poésies de Robert E. Howard, dessinées par Nicolas Guénêt, Gwendal Lemercier, Oliver Hudson, Christophe Compin et Chris Orpiano.
Depelley collabore également avec Jean-Michel Arroyo sur une nouvelle aventure de Fantax, Les Espions sur la Tamise, parue en 2025 chez Connaître Chott. 
Il scénariste enfin Neige rouge pour Icar Fracard, un thriller horrifique sur le monde du handicap, paru en janvier 2025 chez Original Watts.      
Depelley donne des conférences sur la bande dessinée et le cinéma de genre.